# Jimmy London
Bruno Munk London (Rio de Janeiro, 16 de julho de 1976), mais conhecido como Jimmy London, é um cantor e ator brasileiro, vocalista das bandas Jimmy & Rats e Matanza Ritual. Foi fundador e vocalista da banda Matanza, onde ficou até seu término, em 2018.
Judeu de ascendência húngaro-polonesa, Jimmy London também atua produzindo.

## Biografia

### Música
A carreira musical de Jimmy London começou em 1994 na banda Acabou La Tequila. Pouco depois, se tornou o frontman do Matanza, banda formada por ele no Rio de Janeiro em 1996 e considerada pioneira do estilo Countrycore no Brasil. A mistura dos estilos musicais, embalada pela voz rouca de Jimmy, marca registrada do artista, rendeu ao grupo reconhecimento nacional e internacional nos mais de 20 anos em que esteve em atividade.
Com oito discos lançados, o Matanza participou dos principais festivais de música brasileiros, como Rock in Rio e Lollapalooza, e fez diversas aparições nos principais meios de comunicação.
Além de músico, Jimmy também produziu projetos de outros artistas, incluindo o álbum da banda carioca Canastra, ‘Trago a Pessoa Amada em Três Dias’ (2007) e na gravação da faixa ‘Engrenagem’ (2018), da banda de metal Hatefulmurder.
Com o fim do Matanza, Jimmy London se juntou a Banda Rats com o projeto Jimmy & Rats, aonde tocam músicas do Rats, Matanza e covers.
Em 2020, reuniu grandes músicos da cena metal brasileira como Antônio Araújo (guitarra, Korzus e One Arm Away), Felipe Andreoli (baixo, Angra) e Amilcar Christófaro (bateria, Torture Squad e Kisser Clan) para a turnê intitulada Matanza Ritual, onde irão tocar os maiores sucessos do Matanza.
Jimmy aproveitou sua experiência no mundo da música e deu início à "Dose – A Festa", evento com pegada rock’n’roll que busca ser referência no meio. A festa teve uma primeira edição em novembro de 2018, em São Paulo, e contou com discotecagem do próprio Jimmy, que se lançou como DJ, shows de duas bandas com participação do artista e também performances de Pole Dance, criando o ambiente ideal de uma noite de rock’n’roll.

### Televisão e Cinema
Além de ser músico, também foi apresentador do programa Pimp My Ride Brasil, entre 2007 e 2008, e dublador da personagem "Fornalha" do desenho The Jorges, ambos do canal MTV Brasil.
Desde 2013, Jimmy apresenta as transmissões ao vivo do Rock in Rio pelo Multishow, comentando as atrações do Palco Mundo do festival e entrevistando os artistas que passam por lá. Monsters of Rock e Slash, ambos também no Multishow, são alguns dos programas que já foram apresentados ao vivo pelo cantor.
Como ator, Jimmy interpretou Lord Wyckham na minissérie Dois Irmãos (2016), da TV Globo, onde foi dirigido por Luiz Fernando Carvalho e contracenou com Cauã Reymond e Antônio Fagundes.
Em 2017, atuou no curta metragem Quando a Lua Cheia Sai: Um Maldito Filme do Matanza, escrito e dirigido por Alex Medeiros, e também protagonizou o piloto de Hotel da Loucura, do mesmo diretor, para o canal de streaming Globoplay.
Em 2018, Jimmy interpretou um marinheiro inglês no longa-metragem "A Viagem de Pedro", dirigido por Laís Bodansky, acompanhando D. Pedro I (Cauã Reymond) em sua viagem para Portugal. No mesmo ano, também participou da novela “Deus Salve o Rei” interpretando o Bardo e emprestando sua voz para a gravação, em estúdio, das versões em latim de músicas da idade média.
Está no elenco da série Cidade Invisível, da Netflix, como o ser lendário Tutu Marambá.

### Polêmicas
Ganhou repercussão por seu temperamento explosivo após dois episódios distintos. No primeiro teve um desentendimento com o vocalista da banda NX Zero, Di Ferrero, em uma partida de futebol que quase acabou em agressão física. No segundo, discutiu com os apresentadores do programa Rockgol, Paulo Bonfá e Marco Bianchi, ao vivo em rede nacional. Isso foi visto por alguns como uma possível jogada de marketing a fim de promover o Pimp My Ride Brasil.

## Filmografia

### Televisão
| Ano  | Título                      | Personagem                  | Notas                   | Emissora   |
| ---- | --------------------------- | --------------------------- | ----------------------- | ---------- |
| 2007 | Pimp My Ride Brasil         | Apresentador                |                         | MTV Brasil |
| 2007 | The Jorges                  | Fornalha (Voz)              |                         | MTV Brasil |
| 2013 | Rock in Rio                 | Apresentador                |                         | Multishow  |
| 2017 | Hotel da Loucura            | Jimmy                       | Piloto não lançado pela | Globoplay  |
| 2017 | Dois Irmãos                 | Lord Wyckham                |                         | Globoplay  |
| 2018 | Deus Salve o Rei            | Bordo                       |                         | TV Globo   |
| 2021 | Cidade Invisível            | Arthur da Mata/Tutu Marambá | 7 episódios             | Netflix    |
| 2021 | Passaporte para Liberdade   | Mendel Krik                 |                         | Globoplay  |
| 2022 | Arcanjo Renegado            | Chernobyl                   |                         | Globoplay  |
| 2024 | O Jogo que Mudou a História | Macieira                    |                         | Globoplay  |

### Filmes
| Ano  | Título                                              | Personagem | Notas          |
| ---- | --------------------------------------------------- | ---------- | -------------- |
| 2017 | Quando a Lua Cheia Sai: Um Maldito Filme do Matanza | Cantor     | Curta-metragem |
| 2019 | All for the Music                                   | Ele mesmo  | Documentário   |
| 2022 | A Viagem de Pedro                                   | Marinheiro |                |
| 2024 | A Herança                                           | Caseiro    | [ 17 ]         |